# APEX (messaggistica istantanea)
Application Exchange (APEX) è stato un protocollo di messaggistica istantanea basato su XML proposto da IETF tra il 2001 e il 2003, oggi non più preso in considerazione. Attualmente sono discusse le proposte a SIP, SIMPLE, e XMPP. Gli originari proponenti di APEX supportano XMPP, anch'esso basato su XML.